# Harry Clegg
Harry Clegg (sinh năm 1898) là một cầu thủ bóng đá người Anh thi đấu ở vị trí thủ môn. Ông thi đấu 5 trận tại Football League Third Division North cho Nelson ở mùa giải 1921–22.